# Гес-дур
Гес-дур је дурска лествица, чија је тоника тон гес, а као предзнаке има шест снизилица. Интересантно је да ова кествица има исти број предзнака као и њој еквивалентна лествица Фис-дурa.

## Познатија класична дела у Гес-дуру
- Хомореска, бр. 7, оп. 101, Дворжак
- Етиде оп. 10, бр. 5 и оп. 25, бр. 9, Шопен
- Прелудијум оп. 23, бр. 10, Рахмањинов